# Festival pop di Caracalla
Il Festival pop di Caracalla fu il primo festival italiano ad ingresso gratuito rivolto alle allora nuove tendenze musicali del Rock psichedelico e progressivo. Il festival fu organizzato da Giovanni Cipriani, Eddie Ponti e Pino Tuccimei e si tenne presso le terme di Caracalla di Roma dal 10 all'11 ottobre 1970.
La seconda edizione del festival si tenne il 6 e 7 maggio 1971.

## Storia

### 1970: Il I° Festival pop di Caracalla
Il I° Festival pop di Caracalla si svolse nelle terme di Caracalla di Roma dal 10 all'11 ottobre 1970 con ingresso gratuito. L'evento fu organizzato da Pino Tuccimei (direttore artistico), Giovanni Cipriani (organizzatore), Massimiliano Terzo (organizzatore), Luigi Attilio Raimondi (Gigi) (collaboratore) e Eddie Ponti (presentatore). Parteciparono alla manifestazione: New Trolls, Primitives, Sopwith Camel, Pooh, Four Kents, The Trip, Le Esperienze (Francesco Di Giacomo, Pierluigi Calderoni, Renato D'Angelo e Nicola Agrimi), i Fiori di Campo, i Fholks, Pino Morabito. Il festival vide poi l'intervento del cast di "Hair", il musical nella sua versione italiana, che in quei giorni si teneva al Teatro Sistina e che vedeva nomi come Renato Zero, Loredana Bertè, Ronnie Jones, Teo Teocoli e Penny Brown, salì sul palco ed intonò Let the Sunshine In accompagnata dal pubblico.
Il festival fu trasmesso in diretta radiofonica per Radio Monte Carlo da Mario Luzzatto Fegiz e Paolo Giaccio ed alcune riprese cinematografiche furono utilizzate per il film “Terzo Canale - Avventura a Montecarlo” interpretato dai The Trip, i quali nel finale del film eseguono, tra le rovine di Caracalla, il brano “Fantasia”.

### 1971: Il II° Festival pop di Caracalla
Il II° Festival pop di Caracalla si svolse nelle terme di Caracalla di Roma dal 6 al 7 maggio 1971 con il biglietto di ingresso a trecento lire. Parteciparono Panna Fredda, Le Esperienze, Fiori di Campo, Il Ritratto di Dorian Gray, Il Punto, Lucio Dalla, Four Kents, Blue Note, Free Love, Osanna e Brainticket.